# Cachaça Sapucaia
Pour les articles homonymes, voir Cachaça et Sapucaia.

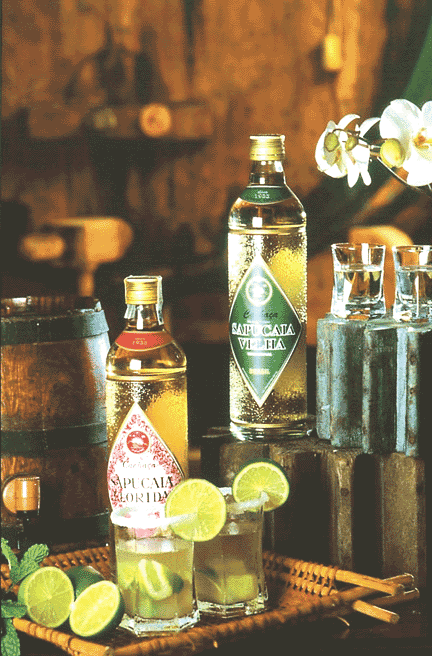
Caipirinha and cachaça bottles - Brazil

Cachaça Sapucaia est une marque de cachaça artisanale produite à Pindamonhangaba, São Paulo. Elle a été fondée en 1933 par Cicero da Silva Prado.

## Fabrication
Sa production est effectuée dans des alambic de cuivre, avec la séparation de pièces appelé "tête", "cœur" et "queue" [Quoi ?].

## Marques
Sapucaia comprend les marques suivantes : Sapucaia réel, Old Sapucaia Sapucaia Floride, Senzala et Quizumba.

## Distinctions
La qualité de la Cachaça Sapucaia a été reconnue dans les classements nationaux et internationaux - experts invités par le magazine Playboy en 2007 et 2009 et par Playboy Magazine Argentine en 2010  ,  2009=Playboy-Magazins. Revista Playboy 

Elle a également été reconnue en 2013 comme la deuxième meilleure parmi les participants de Cachaça tendre Qualité UNESP Araraquara-SP - Brésil.